# Moeko Nagaoka
Moeko Nagaoka   (29 de diciembre de 1993, Hidaka) es una jugadora de baloncesto japonesa.